# Ramón de Abella
Ramón de Abella (antes de 1389 -1401) fue un militar catalán y consejero real durante los reinados de Juan el Cazador y Martín el Humano.
Desafió a Guerau de Queralt y de Rocabertí.
Durante la guerra de los armañagueses el 1389, Ramón dirigió un regimiento de caballería entre Torroella de Montgrí y Palafrugell. En compañía de Arnau de Cervelló se le encomendó recuperar el castillo de Rasigueres, donde fueron derrotados. El joven poeta Guillem de Masdovelles, que luchó junto a Ramón en las campañas contra Bernard VII de Armagnac le compuso un sirventés.
El 1392 Ramón compró el castillo de Solivella y su jurisdicción, por 16,500 sueldos a Juan el Cazador, y en enero de 1394, se lo dio a Berenguer de Boixadors. Del 1395 al 1397 y del 1398 al 1401 sirvió como gobernador del Reino de Mallorca. Su lugarteniente, y gobernador efectivo la mayor parte de su gobierno, fue Berenguer de Montagut.